# Athetis lugens
Athetis lugens är en fjärilsart som beskrevs av Otto Staudinger 1892. Athetis lugens ingår i släktet Athetis och familjen nattflyn. Inga underarter finns listade i Catalogue of Life.